# Увайфіокун
Увайфіокун (д/н — бл. 1440) — 11-й оба (володар) держави Убіні в 1434⁣ — ⁣1440 роках.

## Життєпис
Молодший син оби Огена. 1397 року разом з братом Огуном зазнав поразки проти старшого брата Оробіру, внаслідок чого вимушений був втекти з держави. після смерті останнього 1434 року повернувся спільно з Огуном. Той за віком повинен був зайняти трон. Але проти цього виступив Увайфіокун, який після запеклого протистояння переміг Огуна, якого заслав. Втім при цьому значну частину столиці було зруйновано й спалено.
Протягом усього панування намагався приборкати невдоволених вождів, оскільки ті вважали Увайфіоуцна узурпатором. Втім близько 1440 року Огун повернувся із заслання, перетягнувши на свій бік частину війська. Зрештою Увайфіокун зазнав поразки та загинув. Трон перейшов до Огуна, що прийняв ім'я Евуаре.